# Williams Lake (sjö i Antarktis)
Williams Lake är en sjö i Antarktis. Den ligger i Östantarktis. Australien gör anspråk på området. Williams Lake ligger 3 meter över havet. Arean är 0,23 kvadratkilometer. Den sträcker sig 0,7 kilometer i nord-sydlig riktning, och 1,2 kilometer i öst-västlig riktning.